# Aymaria pakitza
Espèce
Aymaria pakitza est une espèce d'araignées aranéomorphes de la famille des Pholcidae.

## Distribution
Cette espèce est endémique du Pérou. Elle se rencontre dans les régions de Madre de Dios et de Cuzco.

## Description
Le mâle holotype mesure 4,7 mm.

## Étymologie
Son nom d'espèce lui a été donné en référence au lieu de sa découverte, Pakitza.

## Publication originale
- Huber, 2000 : New World pholcid spiders (Araneae: Pholcidae): A revision at generic level.Bulletin of the American Museum of Natural History, no 254, p. 1-348 (texte intégral) .